# Gemshorn (sommet)
Pour l’article homonyme, voir Gemshorn.
Le Gemshorn est un sommet des Alpes valaisannes, en Suisse, situé dans le canton du Valais, qui culmine à 3 547 m d'altitude.
Situé à l'est de l'Ulrichshorn, il domine la vallée de la Saaser Vispa et Saas-Fee au sud-est et le Bidergletscher au nord.